# Stephen O'Halloran
Stephen O'Halloran (Cobh, República de Irlanda, 29 de noviembre de 1987) es un exfutbolista irlandés que jugaba como defensa.

## Selección nacional
Fue internacional con la selección de la República de Irlanda en dos ocasiones en el año 2007.

## Clubes
| Club                       | País       | Año       |
| -------------------------- | ---------- | --------- |
| Wycombe Wanderers F. C.    | Inglaterra | 2006-2007 |
| Aston Villa F. C.          | Inglaterra | 2007-2008 |
| Southampton F. C.          | Inglaterra | 2008      |
| Leeds United F. C.         | Inglaterra | 2008      |
| Swansea City A. F. C.      | Gales      | 2008      |
| Aston Villa F. C.          | Inglaterra | 2008-2010 |
| Coventry City F. C.        | Inglaterra | 2010-2011 |
| Carlisle United F. C.      | Inglaterra | 2011-2012 |
| Nuneaton Town F. C.        | Inglaterra | 2012-2013 |
| Stockport County F. C.     | Inglaterra | 2013-2015 |
| Salford City F. C.         | Inglaterra | 2015-2017 |
| Stockport County F. C.     | Inglaterra | 2017-2018 |
| F. C. United of Manchester | Inglaterra | 2018-2019 |
| Stalybridge Celtic F. C.   | Inglaterra | 2019-2022 |